# Arita, Saga
Arita (japanska: 有田町?, Arita-chō) är en landskommun (köping) i Saga prefektur i Japan. 
Arita är känt för porslinstillverkning, bland annat kakiemon. 

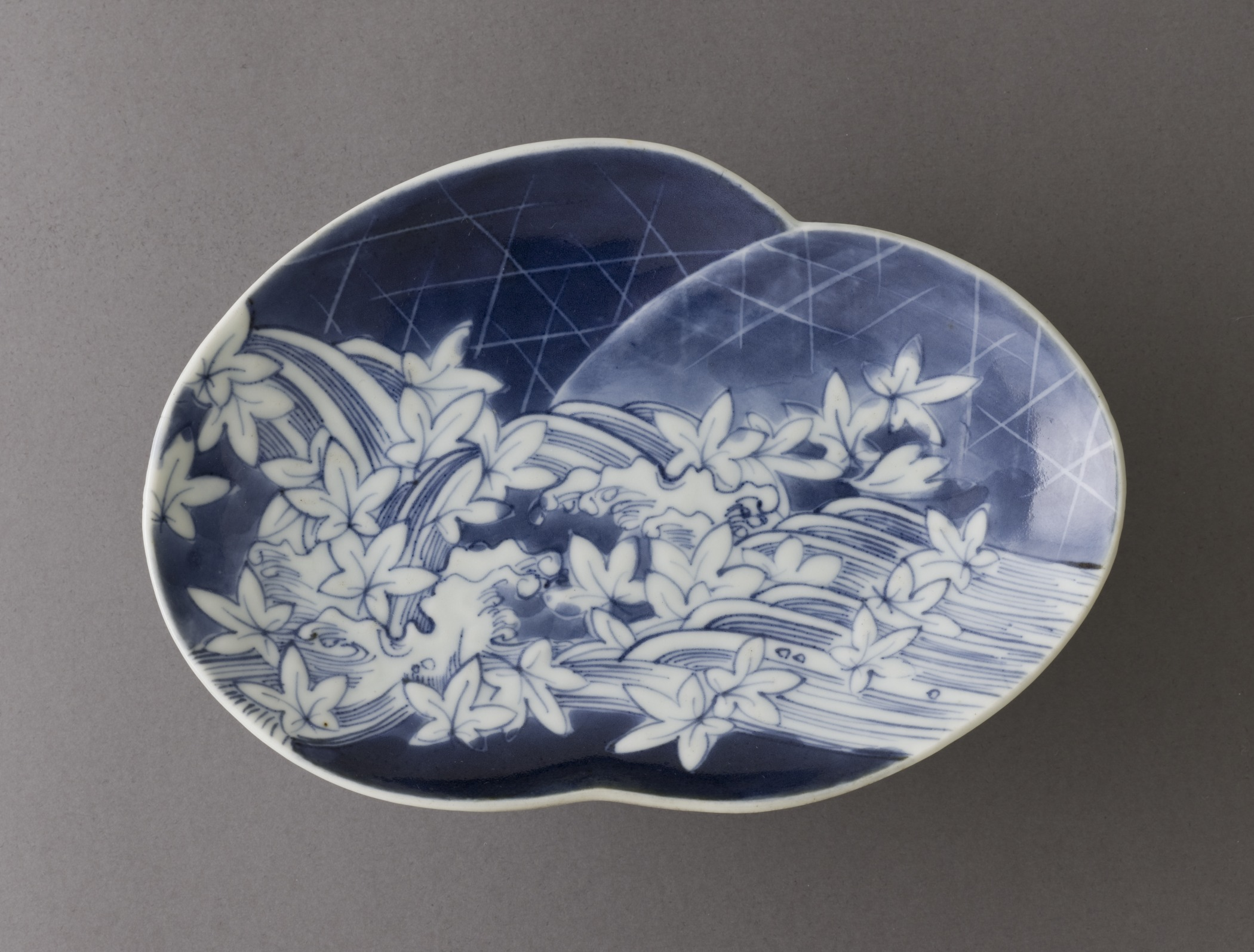
Aritaporslin från sent 1600-tal